# Lubia
Lubia es una localidad  y también una entidad local menor españolas de la provincia de Soria, partido judicial de Soria,  Comunidad Autónoma de Castilla y León, España. Pueblo de la  Comarca de Soria que pertenece al municipio de Cubo de la Solana.

## Geografía
Esta pequeña población de la comarca de Soria está ubicada en el centro  de la provincia de Soria,  al sur de la capital, en el valle del río Mazos. afluente del Duero. 

### Comunicaciones
Localidad situada en la carretera nacional N-111 de Soria a Medinaceli,  futura A-15, entre el puerto de Lubia y Los Rábanos. También está comunicada con varias localidades a través de diversos caminos que atraviesan el Monte Robledillo, como por ejemplo Tardajos de Duero.

## Demografía
En el año 1981 contaba con 109 habitantes, concentrados en el núcleo principal, pasando a 65 en 2010, 37 varones y 28 mujeres. Posteriormente, según los datos publicados por el INE a 1 de enero de 2020 el número de habitantes en Lubia era de 52, 30 varones y 22 mujeres. 
| Gráfica de evolución demográfica de Lubia entre 2000 y 2010                                      |
|                                                                                                  |
| Población de derecho (2000-2010) según los censos de población del INE a 1 de enero de cada año. |

## Historia
Lugar que durante la Edad Media perteneció a la Comunidad de Villa y Tierra de Soria formando parte del Sexmo de Lubia.
A la caída del Antiguo Régimen la localidad se constituye en municipio constitucional  en la región de Castilla la Vieja que en el censo de 1842 contaba con 25 hogares y 102 vecinos, para posteriormente integrarse en Cubo de la Solana. En el libro de Historia Augusta encontramos citada por dos autores distintos una ciudad situada entre Numantia y Thermes y situada no muy lejos del río con el nombre Lur Dubia y Lau Dubia, Lur y Lau en Vasco, terreno llano aquí en Lubia tenemos un pequeño aeródromo, y un Castro o algo parecido.

## Centro de Desarrollo de Energías Renovables
Durante la dictadura franquista esta localidad albergó instalaciones nucleares destinadas a crear la proyectada y abortada bomba atómica española.
El Centro de Desarrollo de Energías Renovables (CEDER) tiene como finalidad  la investigación, desarrollo y fomento de las energías renovables. Dependiente del CIEMAT quedando  adscrito al Departamento de Energía de este Organismo Público de Investigación. En la actualidad es centro pionero en el campo del aprovechamiento energético de la biomasa y también de la energía minieólica.